# Campeonato Nacional 1973 (Argentina)
El llamado Torneo Nacional 1973 fue el quincuagésimo segundo de la era profesional y el segundo de la temporada de la Primera División de Argentina de fútbol. Se realizó entre el 5 de octubre y el 29 de diciembre.
Hubo dos rondas, una previa clasificatoria y un cuadrangular final. El número de participantes aumentó  con respecto al anterior Nacional, llevándose a 30 equipos, siendo en su momento el torneo de Primera con más equipos del profesionalismo. También fue la primera vez desde las ediciones amateurs entre 1927 y 1920 que disputaban 30 o más equipos en Primera, algo que se repetiría en los próximos torneos nacionales y entre 2015 y 2017. Participaron 17 del Metropolitano y 13 indirectamente afiliados, 8 clasificados a través de las plazas fijas y 5 del Torneo Regional.
Se consagró campeón el Club Atlético Rosario Central, con la dirección técnica de Carlos Timoteo Griguol. Clasificó así a la Copa Libertadores 1974 junto con el campeón del Metropolitano, el Club Atlético Huracán.

## Equipos participantes

### Del torneo regular
17 equipos, todos los participantes del Metropolitano del mismo año.
| Equipo             | Ciudad       |
| ------------------ | ------------ |
| All Boys           | Buenos Aires |
| Argentinos Juniors | Buenos Aires |
| Atlanta            | Buenos Aires |
| Boca Juniors       | Buenos Aires |
| Chacarita Juniors  | Villa Maipú  |
| Colón              | Santa Fe     |
| Estudiantes        | La Plata     |
| Ferro Carril Oeste | Buenos Aires |
| Gimnasia y Esgrima | La Plata     |
| Huracán            | Buenos Aires |
| Independiente      | Avellaneda   |
| Newell's Old Boys  | Rosario      |
| Racing Club        | Avellaneda   |
| River Plate        | Buenos Aires |
| Rosario Central    | Rosario      |
| San Lorenzo        | Buenos Aires |
| Vélez Sarsfield    | Buenos Aires |

### De las plazas fijas
Los 8 equipos clasificados en las ligas del interior.
| Equipo                  | Ciudad                |
| ----------------------- | --------------------- |
| Atlético Tucumán        | San Miguel de Tucumán |
| Desamparados            | San Juan              |
| Independiente Rivadavia | Mendoza               |
| Instituto               | Córdoba               |
| Juventud Antoniana      | Salta                 |
| San Lorenzo             | Mar del Plata         |
| San Martín              | San Miguel de Tucumán |
| San Martín              | San Martín            |

### Del Torneo Regional
Los 5 equipos ganadores de la edición 1973
| Equipo             | Ciudad                |
| ------------------ | --------------------- |
| Belgrano           | Córdoba               |
| Chaco For Ever     | Resistencia           |
| Cipolletti         | Cipolletti            |
| Gimnasia y Esgrima | San Salvador de Jujuy |
| Kimberley          | Mar del Plata         |

## Sistema de disputa
Primera fase: dos zonas con un partido interzonal, en una rueda todos contra todos, por acumulación de puntos.
Segunda fase: los dos primeros de cada zona en una rueda final, todos contra todos, por acumulación de puntos.

## Fase de grupos
Los dos primeros de cada grupo clasificaron al cuadrangular de definición.

### Zona A
| Pos. | Equipo             | Pts. | PJ | PG | PE | PP | GF | GC | Dif. |
| ---- | ------------------ | ---- | -- | -- | -- | -- | -- | -- | ---- |
| 1.º  | San Lorenzo        | 22   | 15 | 8  | 6  | 1  | 31 | 16 | 15   |
| 2.º  | River Plate        | 22   | 15 | 10 | 2  | 3  | 29 | 17 | 12   |
| 3.º  | Vélez Sarsfield    | 22   | 15 | 8  | 6  | 1  | 24 | 13 | 11   |
| 4.º  | Estudiantes (LP)   | 17   | 15 | 7  | 3  | 5  | 27 | 15 | 12   |
| 5.º  | Newell's Old Boys  | 17   | 15 | 7  | 3  | 5  | 28 | 23 | 5    |
| 6.º  | San Lorenzo (MdP)  | 16   | 15 | 6  | 4  | 5  | 20 | 20 | 0    |
| 7.º  | Chacarita Juniors  | 15   | 15 | 5  | 5  | 5  | 25 | 25 | 0    |
| 8.º  | Instituto          | 14   | 15 | 6  | 2  | 7  | 23 | 20 | 3    |
| 9.º  | Racing Club        | 13   | 15 | 5  | 3  | 7  | 27 | 30 | −3   |
| 10.º | Colón              | 13   | 15 | 6  | 1  | 8  | 22 | 25 | −3   |
| 11.º | San Martín (M)     | 13   | 15 | 5  | 3  | 7  | 19 | 28 | −9   |
| 12.º | Cipolletti         | 11   | 15 | 3  | 5  | 7  | 22 | 29 | −7   |
| 13.º | San Martín (T)     | 10   | 15 | 4  | 2  | 9  | 19 | 29 | −10  |
| 14.º | All Boys           | 9    | 15 | 3  | 3  | 9  | 19 | 32 | −13  |
| 15.º | Juventud Antoniana | 7    | 15 | 2  | 3  | 10 | 13 | 35 | −22  |

|  | Clasificó al cuadrangular final. |

### Zona B
| Pos. | Equipo                  | Pts. | PJ | PG | PE | PP | GF | GC | Dif. |
| ---- | ----------------------- | ---- | -- | -- | -- | -- | -- | -- | ---- |
| 1.º  | Atlanta                 | 22   | 15 | 10 | 2  | 3  | 35 | 19 | 16   |
| 2.º  | Rosario Central         | 22   | 15 | 9  | 4  | 2  | 25 | 11 | 14   |
| 3.º  | Huracán                 | 21   | 15 | 8  | 5  | 2  | 29 | 15 | 14   |
| 4.º  | Belgrano                | 20   | 15 | 8  | 4  | 3  | 25 | 18 | 7    |
| 5.º  | Boca Juniors            | 18   | 15 | 9  | 0  | 6  | 30 | 19 | 11   |
| 6.º  | Argentinos Juniors      | 18   | 15 | 8  | 2  | 5  | 28 | 17 | 11   |
| 7.º  | Gimnasia y Esgrima (LP) | 16   | 15 | 7  | 2  | 6  | 32 | 27 | 5    |
| 8.º  | Independiente           | 16   | 15 | 6  | 4  | 5  | 23 | 21 | 2    |
| 9.º  | Atlético Tucumán        | 16   | 15 | 5  | 6  | 4  | 25 | 24 | 1    |
| 10.º | Independiente Rivadavia | 13   | 15 | 5  | 3  | 7  | 21 | 27 | −6   |
| 11.º | Desamparados            | 12   | 15 | 3  | 6  | 6  | 19 | 22 | −3   |
| 12.º | Chaco For Ever          | 11   | 15 | 4  | 3  | 8  | 18 | 26 | −8   |
| 13.º | Ferro Carril Oeste      | 9    | 15 | 3  | 3  | 9  | 10 | 24 | −14  |
| 14.º | Gimnasia y Esgrima (J)  | 9    | 15 | 3  | 3  | 9  | 18 | 37 | −19  |
| 15.º | Kimberley               | 6    | 15 | 1  | 4  | 10 | 14 | 36 | −22  |

|  | Clasificó al cuadrangular final. |

## Fase final
Se disputó entre los 4 clasificados, por el sistema de todos contra todos, en una sola rueda en cancha neutral.

### Tabla de posiciones final
| Pos. | Equipo          | Pts. | PJ | PG | PE | PP | GF | GC | Dif. |
| ---- | --------------- | ---- | -- | -- | -- | -- | -- | -- | ---- |
| 1.º  | Rosario Central | 5    | 3  | 2  | 1  | 0  | 6  | 3  | 3    |
| 2.º  | River Plate     | 3    | 3  | 1  | 1  | 1  | 6  | 7  | −1   |
| 3.º  | Atlanta         | 2    | 3  | 0  | 2  | 1  | 3  | 4  | −1   |
| 3.º  | San Lorenzo     | 2    | 3  | 0  | 2  | 1  | 3  | 4  | −1   |

## Goleadores
| Jugador              | Jugador            | Goles | Equipo      |
| -------------------- | ------------------ | ----- | ----------- |
| Bandera de Argentina | Juan Gómez Voglino | 18    | Atlanta     |
| Bandera de Argentina | Carlos Morete      | 15    | River Plate |
| Bandera de España    | Rubén Cano         | 11    | Atlanta     |
| Bandera de Argentina | Mario Kempes       | 11    | Instituto   |
| Bandera de Argentina | Néstor Scotta      | 11    | Racing Club |